# Гектан
Гекта́н — органическое соединение класса алканов, или насыщенных углеводородов. В нормальных условиях находится в твёрдом состоянии. Число возможных структурных изомеров гектана — 592 107 × 1034.
Применяется как добавка к парафину и вазелину.